# Corpo-seco

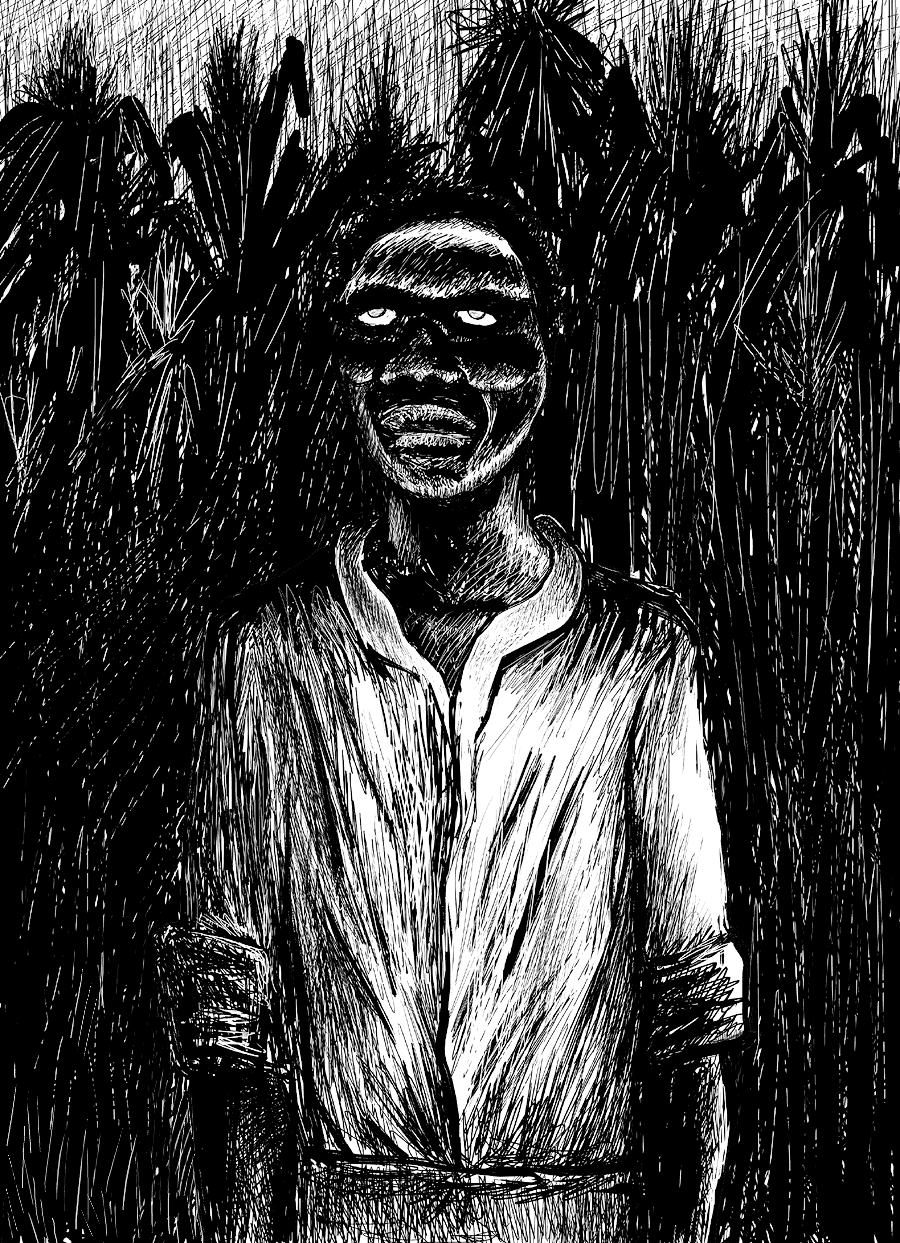

El Corpo-seco es una figura del folclore brasileño, representando el alma condenada de un hombre malvado que, tras la muerte, fue rechazado por el cielo, el infierno y la tierra misma. En algunas versiones, se convierte en una entidad errante que se aferra a los árboles secos o ataca a los vivos para alimentarse de su sangre.
Según la leyenda, la figura del Corpo-seco corresponde a un individuo que, a lo largo de su existencia, ejerció violencia física de manera reiterada contra su progenitora. Como consecuencia de este acto de extrema transgresión moral, su destino post mortem fue la condena absoluta: su alma fue rechazada tanto por el plano celestial como por el inframundo, e incluso el propio suelo se negó a darle sepultura, expulsando su cuerpo de la tierra.
De acuerdo con una variante de la narrativa popular en el interior del estado de São Paulo, el Corpo-seco manifiesta un comportamiento parasitario, atacando a individuos que transitan en su proximidad. Se afirma que esta entidad se adhiere a las víctimas y extrae completamente su sangre para subsistir, estableciendo una analogía con los mitos tradicionales sobre vampiros. En ausencia de huéspedes de los cuales obtener su sustento, su existencia llegaría a su fin.
Registros de esta leyenda han sido documentados en múltiples regiones de Brasil, incluyendo Paraná, Amazonas y Minas Gerais, así como en determinados países africanos de habla portuguesa. En estos últimos casos, la transmisión del relato ha sido atribuida a veteranos brasileños que participaron en la misión de paz UNAVEM III (United Nations Angola Verification Mission III). Su presencia también ha sido señalada en la región Centro-Oeste del territorio brasileño.
La persistencia del mito se refleja en expresiones idiomáticas de uso común, destacándose el proverbio: «Aquele que bate na mãe fica com a mão seca» (El que golpea a la madre se queda con la mano seca), que advierte sobre la retribución sobrenatural a quienes incurren en violencia filial.